# Goskkeš Johttejávri
Goskkeš Johttejávri eller Tsoages Johttijavri eller Tsoagis Jottijävri är en sjö i Finland. Den ligger i kommunen Utsjoki i landskapet Lappland, i den norra delen av landet, 1 000 km norr om huvudstaden Helsingfors. Goskkeš Johttejávri ligger 278,6 meter över havet. Den ligger vid sjön Jottijävri. Arean är 1,38 kvadratkilometer och strandlinjen är 12,14 kilometer lång. Sjön  ingår i Neidenälvens huvudavrinningsområde. 